# Абрахам, Аттила
А́ттила А́брахам (венг. Attila Ábrahám; 29 апреля 1967, Капувар) — венгерский гребец-байдарочник, выступал за сборную Венгрии в конце 1980-х — середине 1990-х годов. Чемпион летних Олимпийских игр в Сеуле, пятикратный чемпион мира, победитель многих регат национального и международного значения.

## Биография
Аттила Абрахам родился 29 апреля 1967 года в городе Капуваре, медье Дьёр-Мошон-Шопрон. Активно заниматься греблей на байдарке начал в возрасте десяти лет, проходил подготовку в будапештском спортивном клубе «Хонвед».
Первого серьёзного успеха на взрослом международном уровне добился в 1988 году, когда попал в основной состав венгерской национальной сборной и благодаря череде удачных выступлений удостоился права защищать честь страны на летних Олимпийских играх 1988 года в Сеуле — в программе четырёхместных байдарок на дистанции 1000 метров совместно с партнёрами Жолтом Дьюлаи, Шандором Ходоши и Ференцем Чипешем одолел всех соперников и завоевал тем самым золотую олимпийскую медаль. Кроме того, в паре с Чипешом взял бронзу в двойках на дистанции 500 метров.
В 1989 году на чемпионате мира в болгарском Пловдиве Абрахам стал чемпионом в двойках на десяти километрах и в четвёрках на одном километре. В следующем сезоне на мировом первенстве в польской Познани удостоился бронзовой награды в полукилометровой программе четвёрок и золота в километровой. На чемпионате мира 1991 года в Париже дважды поднимался на пьедестал почёта: занял второе место в четвёрках на пятистах метрах и первое в четвёрках на тысяче метрах.
Будучи одним из лидеров венгерской национальной сборной, благополучно прошёл квалификацию на Олимпийские игры 1992 года в Барселоне. С четырёхместным экипажем, куда помимо Дьюлаи и Чипеша вошёл также гребец Ласло Фидель, завоевал серебряную медаль в гонке на 1000 метров, проиграв в решающем заезде команде Германии.
После двух Олимпиад Абрахам ещё в течение нескольких лет оставался в основном составе гребной команды Венгрии и продолжал принимать участие в крупнейших международных регатах. Так, в 1993 году он побывал на чемпионате мира в Копенгагене, откуда привёз сразу три награды разного достоинства, выигранные в трёх разных дисциплинах: бронзовую и серебряную в четвёрках на пятистах и тысяче метрах соответственно, золотую в двойках на десяти километрах. Таким образом, он стал пятикратным чемпионом мира. На мировом первенстве 1995 года в немецком Дуйсбурге добавил в послужной список ещё одну серебряную медаль километровой гонки четырёхместных байдарок. Пытался пройти отбор на Олимпийские игры 1996 года в Атланте, но не смог этого сделать и вскоре принял решение завершить карьеру профессионального спортсмена, уступив место в сборной молодым венгерским гребцам.